# Kruipolie

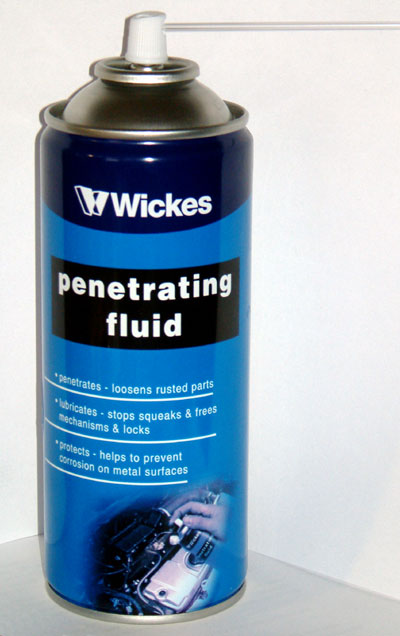
Kruipolie in spuitbus.

Kruipolie is een speciaal soort smeerolie van geringe viscositeit en oppervlaktespanning, waardoor deze door capillaire werking gemakkelijk in zeer kleine ruimten "kruipt". Aan deze eigenschap ontleent de olie zijn naam.
Kruipolie kan goed gebruikt worden om onderdelen te smeren die niet direct voor de olie toegankelijk zijn, maar waar de olie zelf naartoe kruipt. Dit smeren is meestal bedoeld als bescherming tegen roestvorming en voor reinigingsdoeleinden. Als echt smeermiddel is kruipolie minder geschikt, aangezien de olie nogal vluchtig is en de belastbaarheid gering.
Ook voor het losmaken van vastzittende onderdelen, zoals bouten, wordt kruipolie gebruikt, omdat de olie in de tussenruimten kruipt en daarmee het losmaken vergemakkelijkt. Sommige kruipoliën hebben toevoegingen om oxide op te lossen, waardoor ook door roest vastzittende onderdelen soms losgemaakt kunnen worden.
Kruipolie is beschikbaar in flesjes en spuitbussen.